# Кріотехніка
Кріоте́хніка, Кріогеніка (англ. cryogenic engineering, нім. Kryotechnik f) — галузь науки (фізики) і техніки, пов'язана зі створенням і використанням низьких температур.

## Низькі температури
В 1971 р. Міжнародна академія холоду прийняла рекомендацію, згідно з якою кріогенними температурами слід називати температури нижче 120 K (температура конденсації природного газу) до температури 0,7 K (температура отримання рідкого гелію під вакуумом). Всі температури нижче 0,3 K — це область наднизьких температур, для одержання яких використовуються спеціальні методи охолодження.

## Методи охолодження

### Дроселювання
Дроселювання — зменшення тиску шляхом проходження речовини через вузький отвір.

### Детандерування
Детандерування — перетворення внутрішньої енергії газу в механічну, при цьому газ охолоджується.

### Адіабатичне розмагнічування
Адіабатичне розмагнічування — метод, що заснований на ефекті виділення теплоти з парамагнітних солей, коли їх намагнічують, з подальшим поглинанням теплоти при їхньому розмагнічуванні.

## Застосування кріогенної техніки
Застосування кріогенної техніки  в сучасній промисловості широке: розділення газів (Низькотемпературна сепарація, Низькотемпературна ректифікація, Низькотемпературна конденсація, Низькотемпературна адсорбція, Низькотемпературна абсорбція), кріогенна обробка металів; кріопроцесор тощо.